# Беленско
Вижте пояснителната страница за други значения на Беленско.
Беленско е историко-географска област в Северна България, около град Бяла, област Русе.
Територията ѝ съвпада приблизително с някогашната Беленска околия – днешните общини Бяла (без село Босилковци от Свищовско), Борово и Две могили, както и селата Белцов, Долна Студена и Ценово в община Ценово и Табачка в община Иваново. Разположена е в североизточния край на Средната Дунавска равнина при долното течение на река Янтра. Граничи с Мунтения на север, Русенско и Поповско на изток, Горнооряховско и Великотърновско на юг и Свищовско на запад.